# Joaquín Zebadúa Alva
Joaquín Zebadúa Alva (Berriozábal, Chiapas; 10 de diciembre de 1974) es un político y sociólogo mexicano, miembro del partido Movimiento Regeneración Nacional (morena). Es diputado federal desde 2021, para la LXV Legislatura del Congreso de la Unión de México.

## Biografía
Realizó una Licenciatura en Sociología por la Universidad Autónoma de Chiapas (UNACH) y posteriormente completó estudios en Tutela Internacional de Derechos Humanos por la Universidad de Roma La Sapienza.
Entre 2006 y 2009 se desempeñó como subdirector de área en la Comisión Nacional de Áreas Naturales Protegidas (CONANP), ascendiendo posteriormente al puesto de director, cargo que realizó entre 2012 y 2017.
En las elecciones de 2018, siendo miembro de Morena, ganó la presidencia municipal de Berriozábal, cargo que mantuvo entre 2018 y 2021.
Fue postulado como parte de la coalición Juntos Haremos Historia a diputado federal por el Distrito 4 de Chiapas en las elecciones de 2021, resultando electo a la LXV Legislatura que concluirá en 2024. Ocupa los cargos de secretario de la comisión de Medio Ambiente y Recursos Naturales al igual que secretario de la comisión de Salud; es integrante de la comisión de Energía.